# زی‌ولده
زی‌ولده (به هلندی: Zeewolde) یک منطقهٔ مسکونی در هلند است که در فلیوولاند واقع شده‌است. زی‌ولده ۲ متر پايينتر از سطح دریا واقع شده‌است.